# Coeligena phalerata
Coeligena phalerata е вид птица от семейство Колиброви (Trochilidae).

## Разпространение
Видът е разпространен в Колумбия.